# Attack (datortidning)
Attack var en datortidning som gavs ut av CW\Communications (nuvarande IDG) mellan 1991 och 1995.